# 李修平 (ラグビー選手)
李 修平（ハングル:이수평、り すぴょん、1989年8月9日 - ）は、ジャパンラグビーリーグワンマツダスカイアクティブズ広島に所属するラグビー選手。

## プロフィール
- 大阪府大阪市出身
- ポジションはウィング(WTB)、センター(CTB)。
- 身長 180 cm、体重 86 kg
- ニックネームはぴょんす
- 韓国代表に選ばれたことがある[1]。

## 来歴
高校1年生の時に日新高校でラグビーを始めた。
2008年、日新高校卒業後、大阪体育大学に入る。
2012年、大阪体育大学卒業後、マツダブルーズーマーズ（現・マツダスカイアクティブズ広島）に加入。
同年9月8日に行われたトップキュウシュウリーグ第1節の新日鐵住金八幡戦に先発出場し、公式戦初出場を果たす。
2016年、韓国代表に選出される。
同年、5月14日に行われたアジアラグビーチャンピオンシップ2016香港戦にて先発出場で韓国代表初キャップを獲得した。
2021年、東京オリンピック2020 7人制ラグビーの韓国代表候補に選出されるも最終選考で落選する。
2022年、アジアラグビーチャンピオンシップ2022 の韓国代表に選出される。